# Наводницкий мост
Наводни́цкий мост (укр. Наводни́цький міст) — общее название мостов через Днепр, которые существовали с 1713 по 1953 год в Киеве.
По летописным сведениям, ещё в X—XI веках на Днепре близ устья реки Лыбеди существовал один из основных киевских перевозов. В XVI веке в этом месте действовал Наводницкий перевоз, состоявший из двух паромов и деревянного моста через Тельбин (в то время — залив Днепра, в настоящее время — озеро на Березняках).
Наводницкий казённый наплавной мост начали наводить с 1713 года, разбирая его на время ледохода.
В 1744 году был построен стационарный деревянный мост длиной 450 саженей (960 метров) с верёвками, свитыми из лозы, принадлежавший Киево-Печерской лавре.
В 1915 году примерно на том же месте был сооружён стратегический деревянный мост на свайной основе общей длиной 834,5 сажени (1780,5 метра), который при отступлении в июне 1920 года сожгли отступающие польские войска. В марте 1921 года мост был восстановлен, он просуществовал до середины 1930-х годов. В 1935 году вместо него введён в действие новый деревянный мост, разрушенный в сентябре 1941 года отступающими частями РККА.
В середине 1930-х годов был разработан проект, а в 1939 году начато сооружение постоянного металлического моста с опорами на кессонной основе сквозной балочной системы с небольшими пролётами, предоставляли возможность осуществлять быструю замену повреждённых элементов (авторы — инженер В. М. Вахуркин, архитектор К. Н. Яковлев). К началу июня 1941 года строительство не было закончено. В период оккупации Киева немцы, используя его опоры, построили временный Мост фон Рейхенау (нем. Brücke von Reichenau), названный так по имени генерал-фельдмаршала Вальтера фон Райхенау, отмеченный на карте 1943 года. Мост был взорван во время боёв за Киев осенью 1943 года.
После освобождения Киева в ноябре 1943 года сапёрными частями Красной армии был сооружён низководный Наводницкий мост, который просуществовал до весны 1944 года. С 1944-го по 1953 год действовал высоководный мост. Вскоре после постройки в 1953 году поблизости моста имени Е. О. Патона Наводницкий мост был разобран. Сейчас остались только несколько остатков старых опор, которые иногда при низком уровне воды можно увидеть над поверхностью Днепра. На остатке одного из ледорезов вблизи середины Днепра в мае 2013 установлен сварной памятник «Редкой птице» из «Вечеров на хуторе близ Диканьки» Н. В. Гоголя (автор памятника — Алексей Владимиров).